# میلدرد اینز بیلی
میلدرد اینز بیلی (۱۸ آوریل ۱۹۱۹–۱۸ ژوئیه ۲۰۰۹) یک افسر نیروی زمینی ایالات متحده آمریکا بود که از اوت ۱۹۷۱ تا ژوئیه ۱۹۷۵ به عنوان هشتمین مدیر سپاه ارتش زنان خدمت کرد. او سومین زن در ارتش ایالات متحده بود که به درجه سرتیپی رسید.

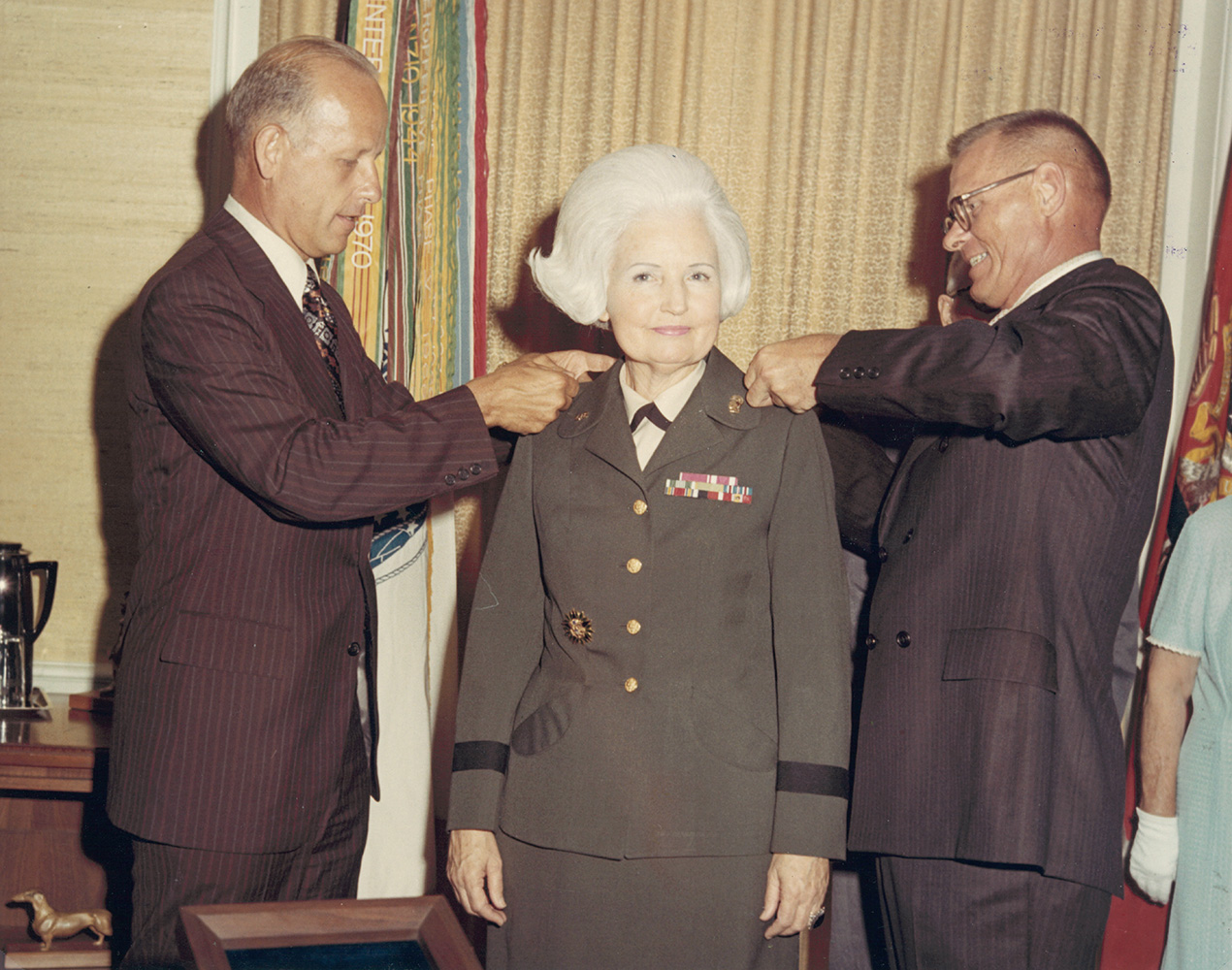
رابرت اف. فروهلکه، وزیر ارتش، به کمک سرهنگ کیث اس. لین، به مدیر WAC، میلدرد آی سی بیلی، ۲ اوت ۱۹۷۱ ستاره می‌زند.

## اوایل زندگی
میلدرد اینز کارون در فورت بارنول، کارولینای شمالی به دنیا آمد و در نزدیکی کینستون بزرگ شد. پس از فارغ‌التحصیلی از دبیرستان، در کالج فلورا مک دونالد در رد اسپرینگز، کارولینای شمالی ثبت نام کرد. او در سال دوم تحصیلی خود به کالج زنان دانشگاه کارولینای شمالی (در حال حاضر دانشگاه کارولینای شمالی در گرینزبورو) منتقل شد و در سال ۱۹۴۰ فارغ‌التحصیل شد. پس از فارغ‌التحصیلی، او در مدرسه تابستانی در دانشگاه کارولینای شمالی در چپل هیل شرکت کرد. بیلی به تدریس زبان فرانسه در تیلورسویل، کارولینای شمالی ادامه داد.

## پیشه نظامی
بیلی در تابستان ۱۹۴۲ به سپاه کمکی ارتش زنان (بعدها سپاه ارتش زنان) در فورت براگ، کارولینای شمالی، پیوست و به مدرسه آموزش افسری در فورت د موین، آیووا فرستاده شد، جایی که او عضو کلاس سوم WAAC بود.
بیلی تا اواسط سال ۱۹۴۳ به نیروی هوایی ارتش ایالات متحده آمریکا منصوب شد و در دیتونا بیچ، فلوریدا مستقر شد، تا زمانی که شرکتی که او فرماندهی می‌کرد به پایگاه هوایی ارتش فیلد جورج در ایلینوی منتقل شد. سپس بیلی برای مدت کوتاهی به والنوت ریج (آرکانزاس) فرستاده شد و سپس به پایگاه نیروی هوایی کریگ، آلاباما نقل مکان کرد، جایی که او تا پایان جنگ در سال ۱۹۴۵ انگلیسی را به اعضای نیروی هوایی فرانسه آموزش داد.
بیلی پس از جنگ جهانی دوم در ارتش ایالات متحده آمریکا باقی ماند و به میامی، فلوریدا فرستاده شد، جایی که به عنوان افسر راهنمایی و مشاور حرفه‌ای برای کهنه سربازان خدمت کرد. در سال ۱۹۴۹، او با مأموریت اطلاعاتی به اشتوتگارت آلمان منتقل شد. سپس او به مونیخ فرستاده شد تا در بیمارستان عمومی ۹۸ فرماندهی یک ضمیمه WAC را بر عهده بگیرد.
در سال ۱۹۵۳، بیلی به واشینگتن دی.سی. بازگشت، جایی که در شعبه اطلاعاتی منطقه نظامی مقر واشینگتن کار می‌کرد. در سال ۱۹۵۷، او از مدرسه اطلاعات استراتژیک فارغ‌التحصیل شد، و سپس به فورت مک فرسون، جورجیا گزارش داد، جایی که به مدت سه سال به عنوان رئیس استخدام در جنوب شرقی ایالات متحده خدمت کرد. در سال ۱۹۶۱، او مسئول واحد WAC در فورت مایر، ویرجینیا، بزرگ‌ترین دسته در ایالات متحده شد. زمانی که آنجا بود، روی ساخت یک نمایشگاه زنانه برای مجموعه‌ای از نمایشگاه‌های مسافرتی که کشور را در مورد ارتش آگاه می‌کرد، کار کرد. بیلی از سال ۱۹۶۳ تا ۱۹۶۸ در سفر با این تور و گسترش ارائه تاریخ زنان کار کرد. پس از بازگشت به واشینگتن، به عنوان افسر رابط برای سنا مشغول به کار شد. در سال ۱۹۷۰، او به عنوان معاون فرمانده در مرکز آموزشی در فورت مک کلن، آلاباما انتخاب شد.
در ۲ اوت ۱۹۷۱ بیلی مدیر سپاه ارتش زنان شد و به سرتیپ ارتقا یافت. به عنوان کارگردان، بیلی به خاطر طراحی کلاه گروهبان مته زن ارتش در سال ۱۹۷۲ به یاد می‌آید. طرح او از کلاه بوش استرالیا گرفته شده بود و به رنگ بژ بود. در سال ۱۹۸۳، رنگ به سبز تغییر یافت اما سبک بدون تغییر باقی ماند.
بیلی در ژوئیه ۱۹۷۵ از ارتش بازنشسته شد.

## زندگی شخصی
در سال ۱۹۴۳ با گروهبان تفنگداران دریایی روی کارسون بیلی ازدواج کرد. آنها ازدواج کردند تا اینکه در سال ۱۹۶۶ در یک تصادف رانندگی درگذشت.
بیلی در ۱۸ ژوئیه ۲۰۰۹ در مرکز بازنشستگی نظامی کنوود در الکساندریا، ویرجینیا درگذشت. او به بیماری آلزایمر مبتلا بود. او در گورستان ملی آرلینگتون به خاک سپرده شده است.

## افتخارات و تزئینات
| مدال خدمت ممتاز ارتش      | مدال خدمت ممتاز ارتش      | مدال خدمت ممتاز ارتش      | لژیون شایستگی           | لژیون شایستگی           | لژیون شایستگی           | مدال خدمات شایسته                    | مدال خدمات شایسته                    | مدال خدمات شایسته                    |
| مدال قدردانی ارتش         | مدال قدردانی ارتش         | مدال قدردانی ارتش         | مدال خدمات دفاعی آمریکا | مدال خدمات دفاعی آمریکا | مدال خدمات دفاعی آمریکا | مدال کمپین آمریکایی                  | مدال کمپین آمریکایی                  | مدال کمپین آمریکایی                  |
| مدال پیروزی جنگ جهانی دوم | مدال پیروزی جنگ جهانی دوم | مدال پیروزی جنگ جهانی دوم | مدال ارتش اشغالگر       | مدال ارتش اشغالگر       | مدال ارتش اشغالگر       | مدال خدمات دفاع ملی با خوشه برگ بلوط | مدال خدمات دفاع ملی با خوشه برگ بلوط | مدال خدمات دفاع ملی با خوشه برگ بلوط |